# Пенсільванська академія витончених мистецтв
39°57′20″ пн. ш. 75°09′48″ зх. д. / 39.955683° пн. ш. 75.163217° зх. д.

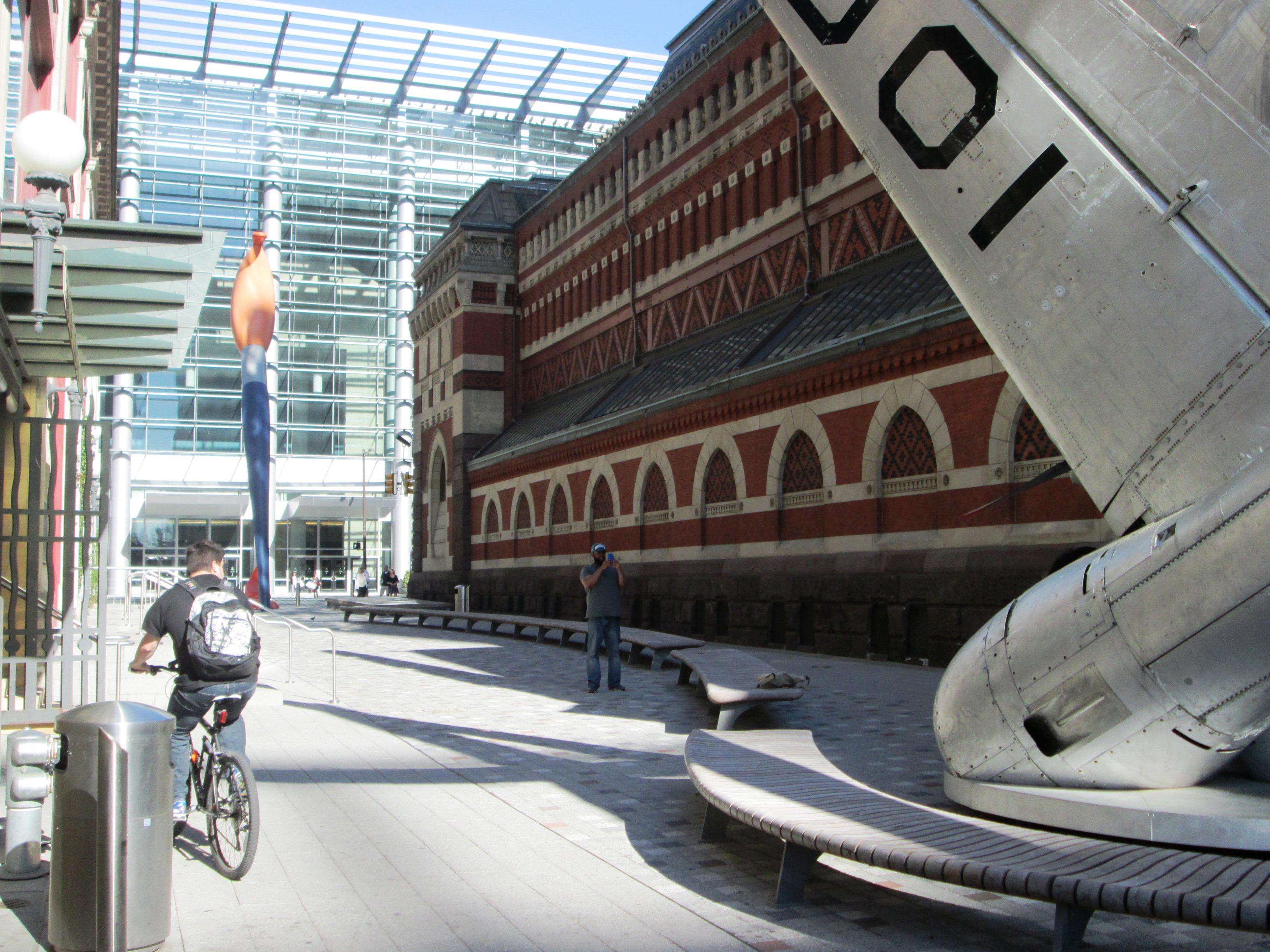
Стара споруда академії в оточенні архітектури 20 ст.

Пенсільванська академія витончених мистецтв (англ. Pennsylvania Academy of the Fine Arts) — найстаріше художнє училище Сполучених Штатів у місті Філадельфія, художній музей та історико-мистецький архів у її складі. Заснована 1805 року.

## Місто
Філадельфія заснована в 1682 році британським аристократом Вільямом Пенном. Має назву «Місто братньої любові» (зміст назви грецькою мовою). В 1776 році у Філадельфії Другий континентальний конгрес тринадцяти північноамериканських штатів затвердив Декларацію незалежності від Британії. У 1781 році, під час війни за незалежність 1775—1783 років Філадельфія стала столицею «з'єднаних колоній», у 1790—1800 роках — першою столицею США, була тоді найбільшим містом Північної Америки.
Якщо Бостон як місто (в історичному центрі) має британський вигляд, Філадельфія відома як поліетнічне місто, де мешкали вихідці з Італії і Німеччини, Британії і Ірландії, низки країн Азії і Африки. Серед старовинних міст Сполучених Штатів Бостон і Філадельфія відрізнялись помітним художнім потенціалом. На Філадельфії лежав відблиск столичного міста, що сприяло заснуванню там першого в Сполучених Штатах художнього училища, котре стало художньою академією. Але в назві академії закріпилася не назва міста, а назва штату — Пенсільванська академія витончених мистецтв.

## Історія академії
Заснуванню художньої школи у Філадельфії 1805 року сприяли науковець і колекціонер Чарльз Вільсон Піл (батько синів художників), скульптор Вільям Раш, декілька тамтешніх художників та залучені до справи бізнесмени-фундатори. Зростання і формування художньої школи було повільним. Роботи учнів почали виставляти з 1811 року, а малий художній музей при училищі виник у 1807 році. Художня школа почала функціонувати у приміщенні товариства філадельфійських художників, але будівля постраждала від пожежі 1845 року і була перебудована.

## Будівля академії

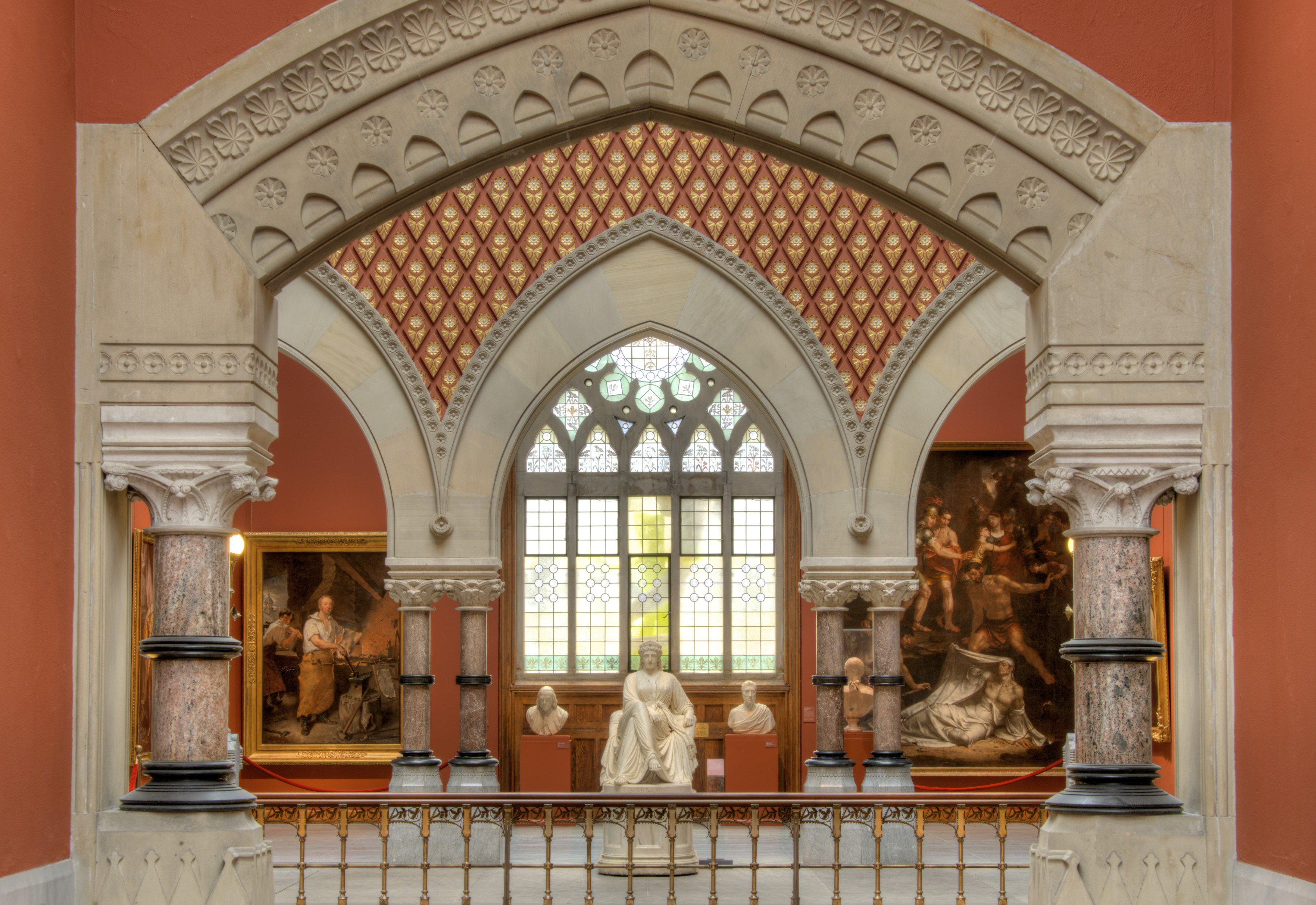

Найстаріша із сучасних споруд академії вибудована у історичному стилі за проектом архітекторів Фернеса і Х'юїта. Іноді її називають споруда Фернес-Х'юїта.
Споруда була відкрита у 1876 році, коли у Філадельфії відбулась Всесвітня виставка на честь 100-річного ювілею підписання у Філадельфії Декларації незалежності від Британії. Виставка досягнень США у Філадельфії прийняла тоді десять мільйонів відвідувачів.
Нова на той час резиденція академії була розкішним прикладом архітектури у вікторіанському стилі. Це типова еклектика з елементами архітектури доби неоренесансу, неоготики й французької архітектури початку 19 сторіччя. Споруда у два поверхи вибудована з червоної і білої цегли з додачею граніту і кераміки, а декор її фасадів нагадує східний килим. Головний фасад має неоготичне вікно у вигляді храмової готичної троянди. За парадним вестибюлем вибудована зала парадних сходів. Первісна споруда мала приміщення для п'ятьох галерей і навчальні кімнати, що були орієнтовані на північ. Це забезпечувало розсіяне денне освітлення у галереях та навчальних кімнатах без значних його коливань. За південним фасадом були розташовані велика аудиторія та кімнати для викладачів. Запрацювала і академічна бібліотека.
Другий поверх споруди мав велику залу для проведення художніх виставок академії, залів з копіями уславлених скульптур минулого, картинні галереї зі збірками творів художників Сполучених Штатів та випускників закладу. Там же розташована і збірка антикварних речей, необхідна художникам для створення картин історичної тематики.

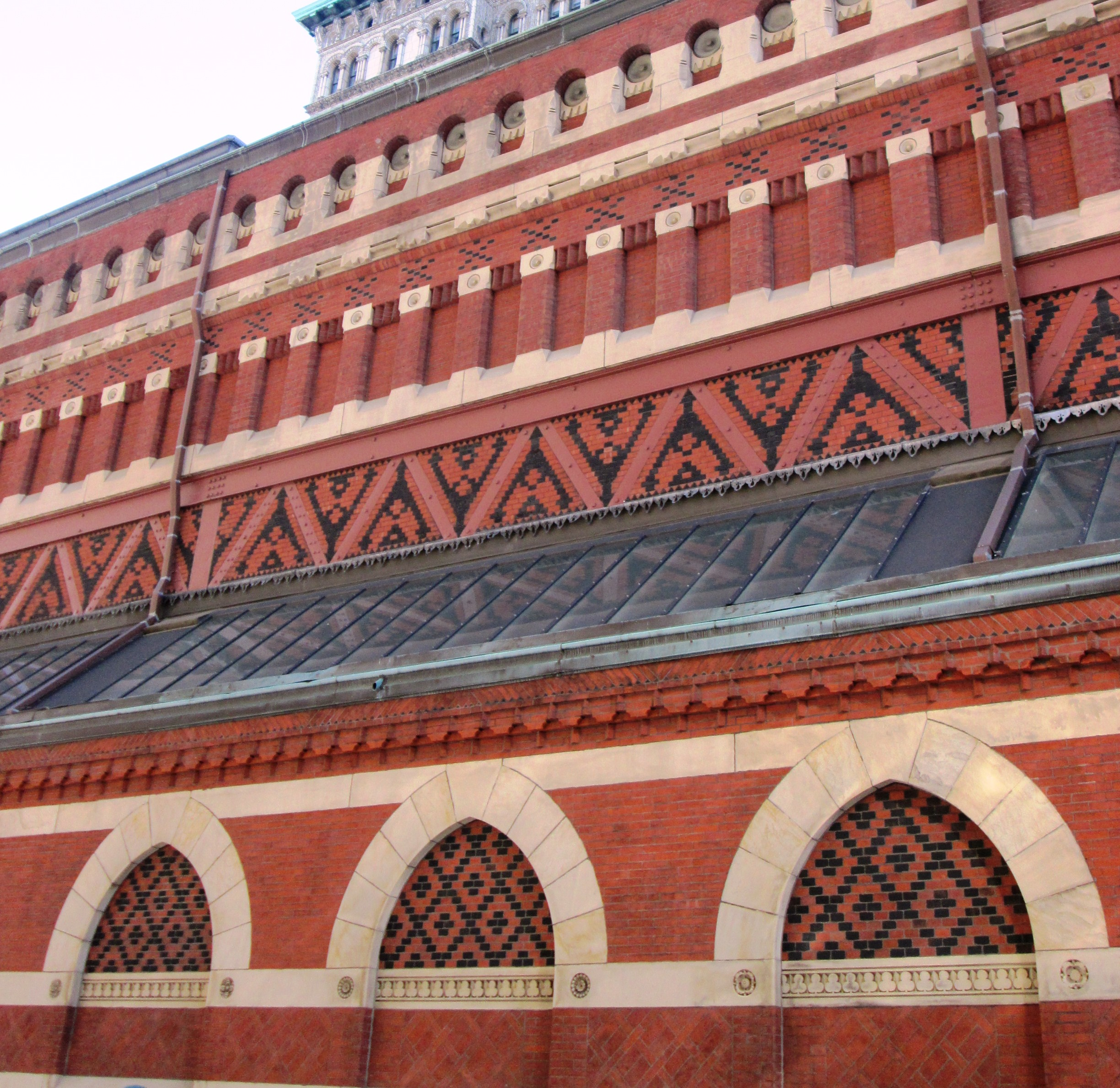
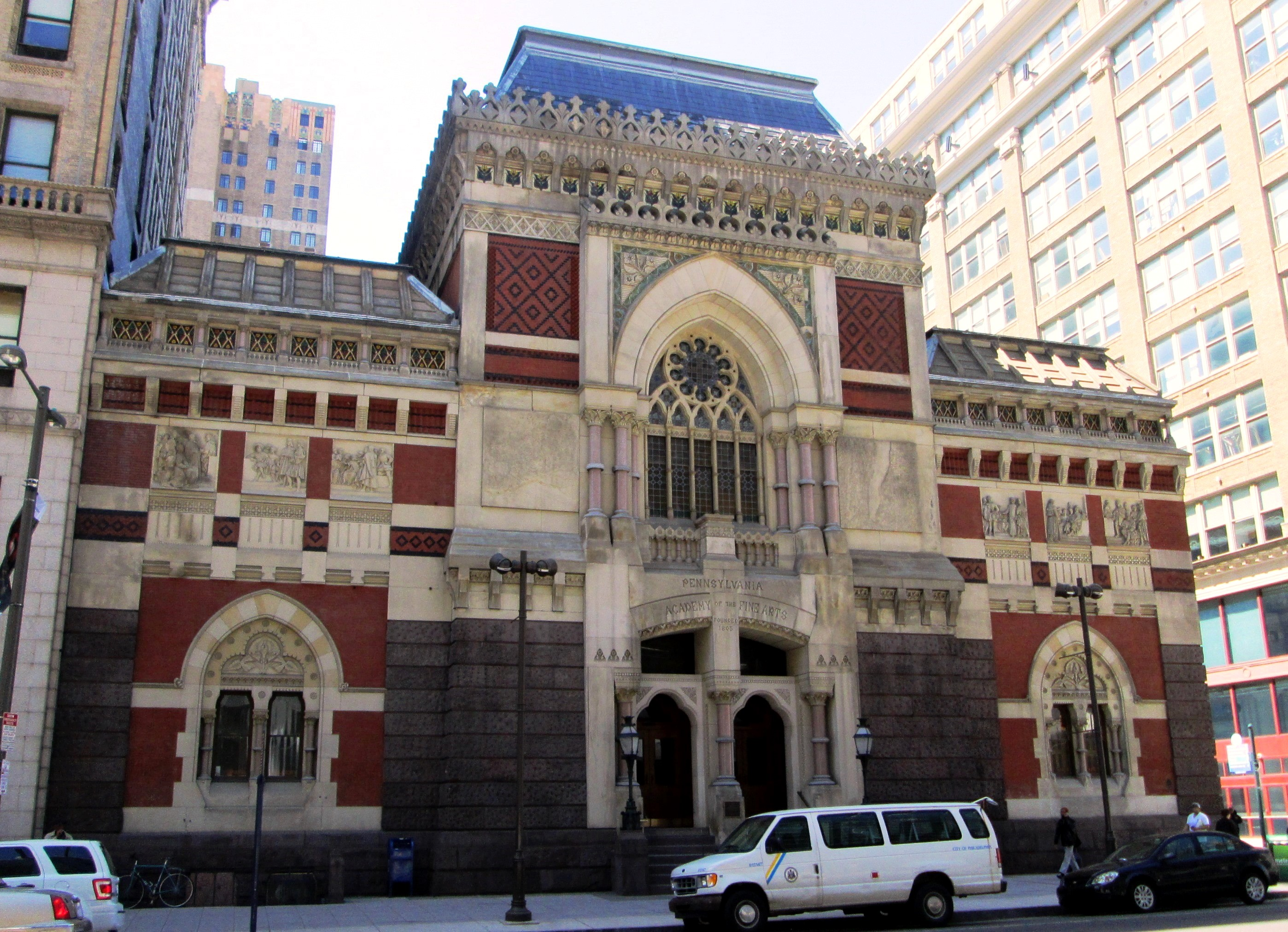
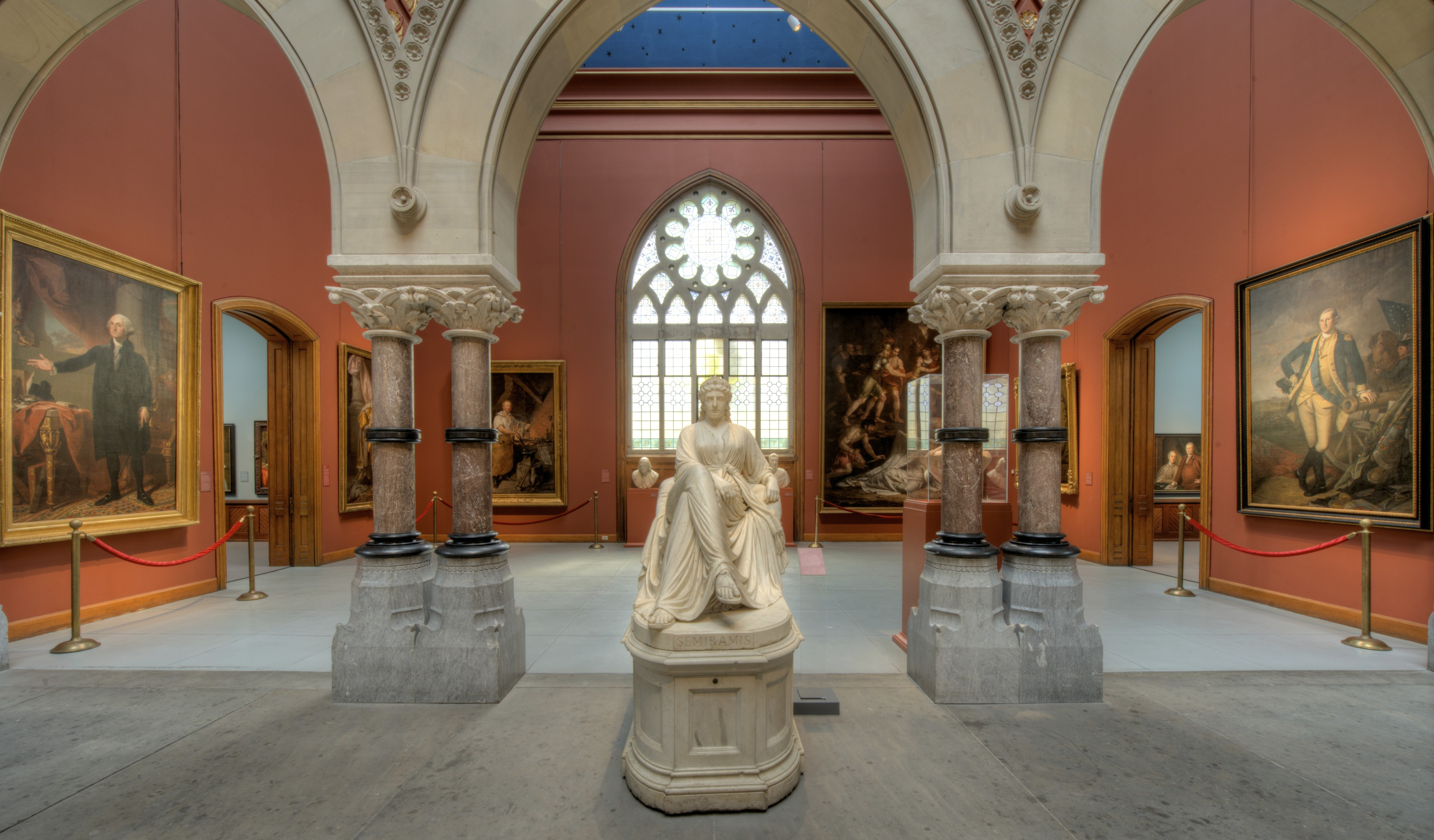
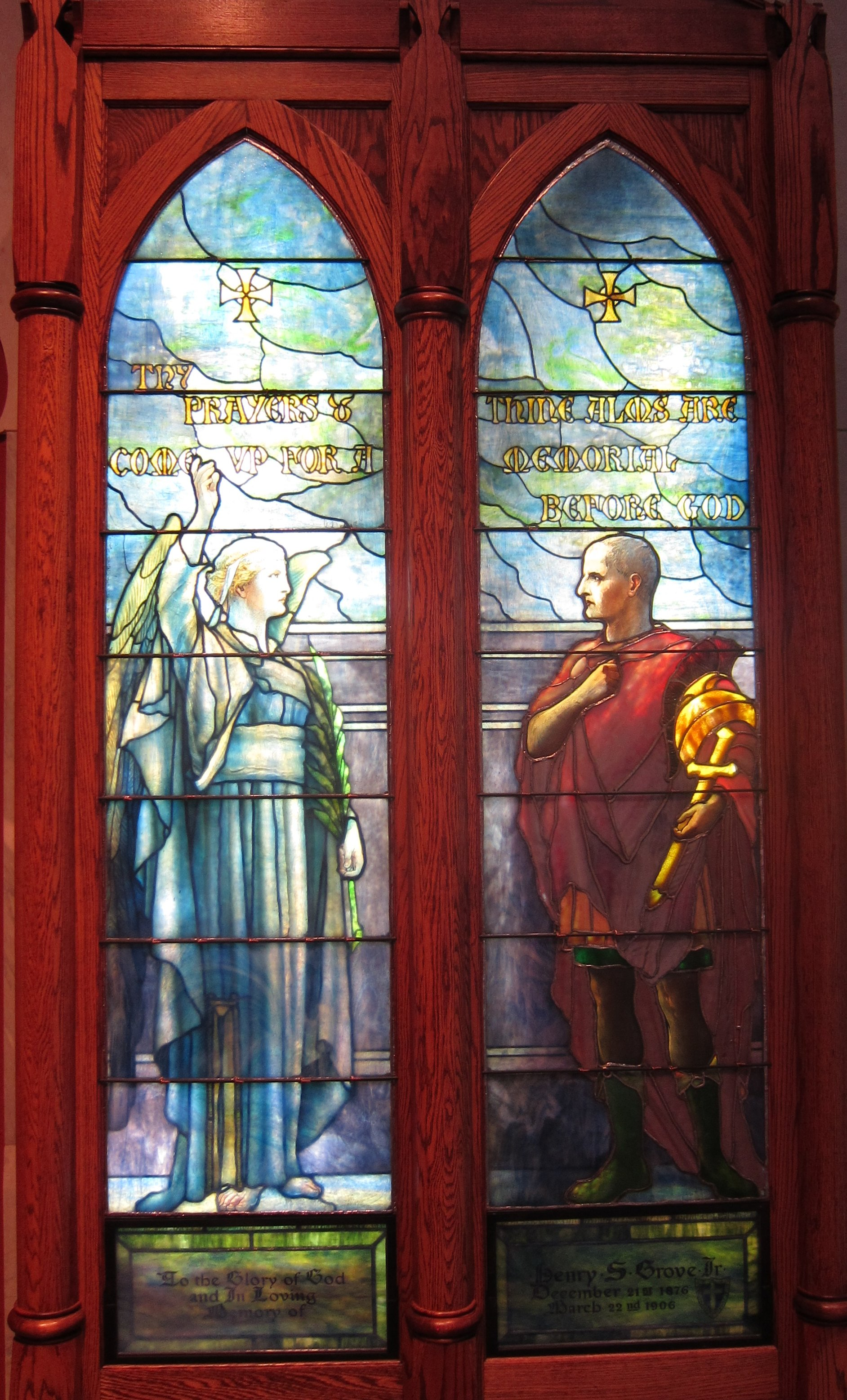

## Галерея Фішера Брукса
2002 року адміністрація академії отримала значний внесок від бізнесмена Доранса Г. Гамільтона у вигляді нерухомого майна — декілька споруд, що були розташовані поряд з академічною спорудою Фернес-Х'юїта. Там провели ремонти і пристосування отриманих приміщень під академічні відділки. Сюди переведені навчальні заклади художньої академії, а також створено галерею Фішера Брукса (названу на честь художника Фішера Брукса і його родини, що були меценатами академії). В нових приміщеннях розмістили і музейну сувенірну крамницю.

## Навчання жінок
В академіях Західної Європи тривалий час жінки не мали офіційного права навчатися там. Зрушення почалися лише у 19 сторіччі. У Сполучених Штатах виробилася група багатих і нудьгуючих дам, котра була задіяна лише у філантропії. Освіта і пристойність мистецтва почали рекрутувати до опанування мистецьких технік і багатих жінок.
1844 року директор Пенсільванської академії видав наказ про дозвіл на право відвідин жінками галереї скульптур для опанування малюнку три рази на тиждень — вранці у понеділок, середу й п'ятницю. Це був початок дозволів на фахове опанування техніками мистецтва у Філадельфії.
Через шістнадцять років (1860-го) жінки отримали дозвіл на відвідини уроків анатомії і малювання гіпсових копій-зліпків античних скульптур, збірка котрих вже була у академії. Жінки мали дозвіл також відвідувати картинну галерею та користуватись академічною бібліотекою. З весни 1868 року жінкам надали дозвіл малювати тільки оголену жіночу модель, а з 1874 року і оголену чоловічу за умов прихованих статевих органів. Останній дозвіл викликав бурю дебатів через панівні заборони суспільної моралі вікторіанської доби.
1878 року перша жінка-художниця Катеріна Дрінкер у віці 27 років отримала право бути викладачем у Пенсільванській академії. Її учениця і двоюрідна сестра, художниця Сесилія Бо, з 1895 року стане теж викладачем живопису і малюнку, що викликало неоднозначну реакцію у філадельфійському вищому суспільстві й академії. Але чоловіча монополія вже була розхитана. Близько 1880 року декотрі з жінок-студенток конкурували з чоловіками за право отримати академічні медалі. Поява першої жінки у керівництві академії відбулася лише через сімдесят років — у 1950 році. Але Сполучені Штати пройшли до цього через Другу світову війну і масову мобілізацію жінок із небагатих родин на військові заводи і цивільні фабрики.
У 20 сторіччі у мистецтві США вже працювала низка жінок-художниць в різних галузях, не оминаючи і монументальних стінописів (Една Гіршман, Меріон Грінвуд, Елізабет Дирін, Джорджія О'Кіф, Едіт Хемлін тощо).

## Скульптура в академічній збірці

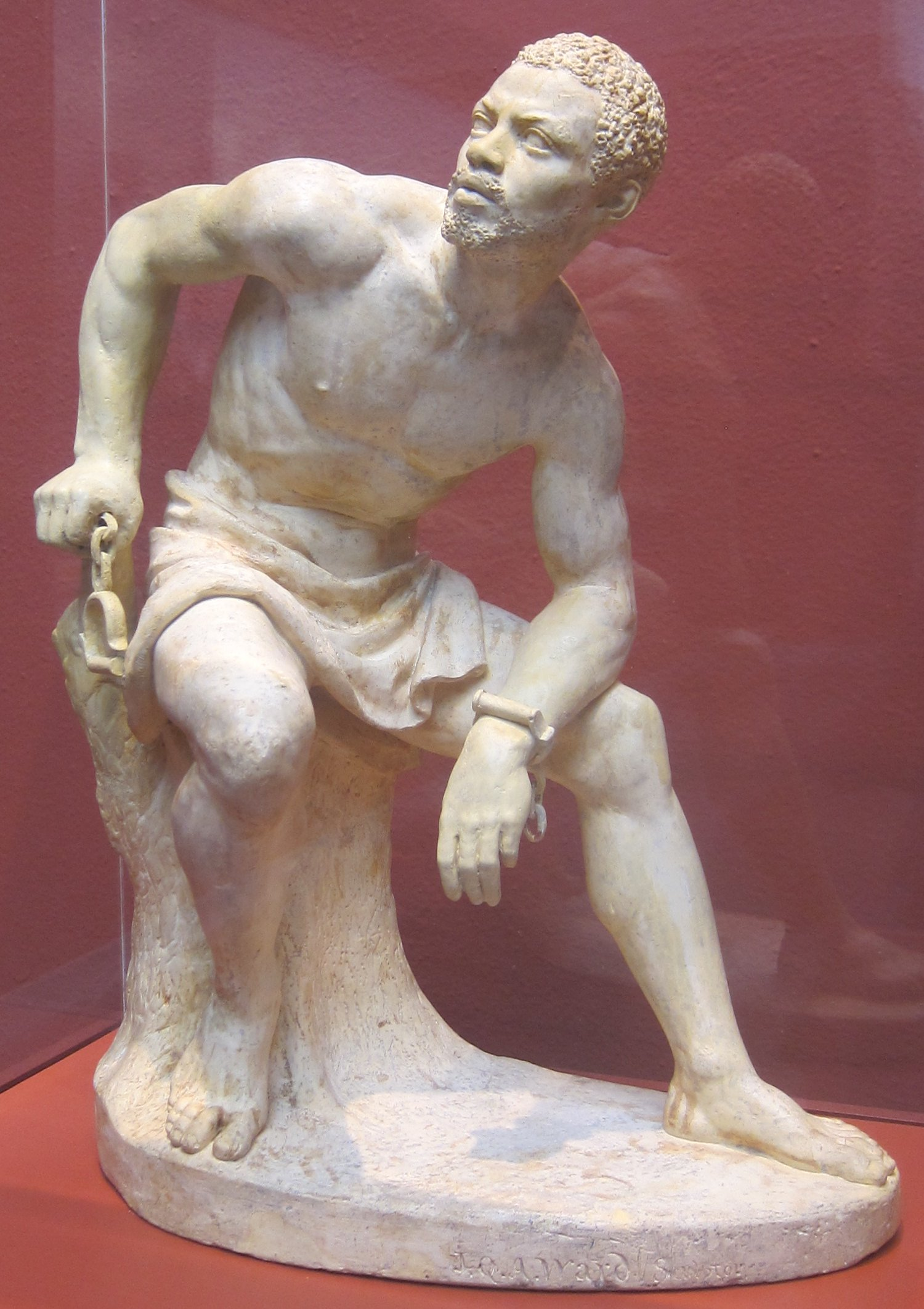
Ск. Джон Квінсі Адамс Ворд. «Відтепер не раб», 1863 р.

Успіхи у галузі скульптури мають власну нагороду, започатковану на гроші Джорджа Вайденера. Премія Вайденера видається за найкращу скульптуру, що мала найбільший успіх на академічній виставці.

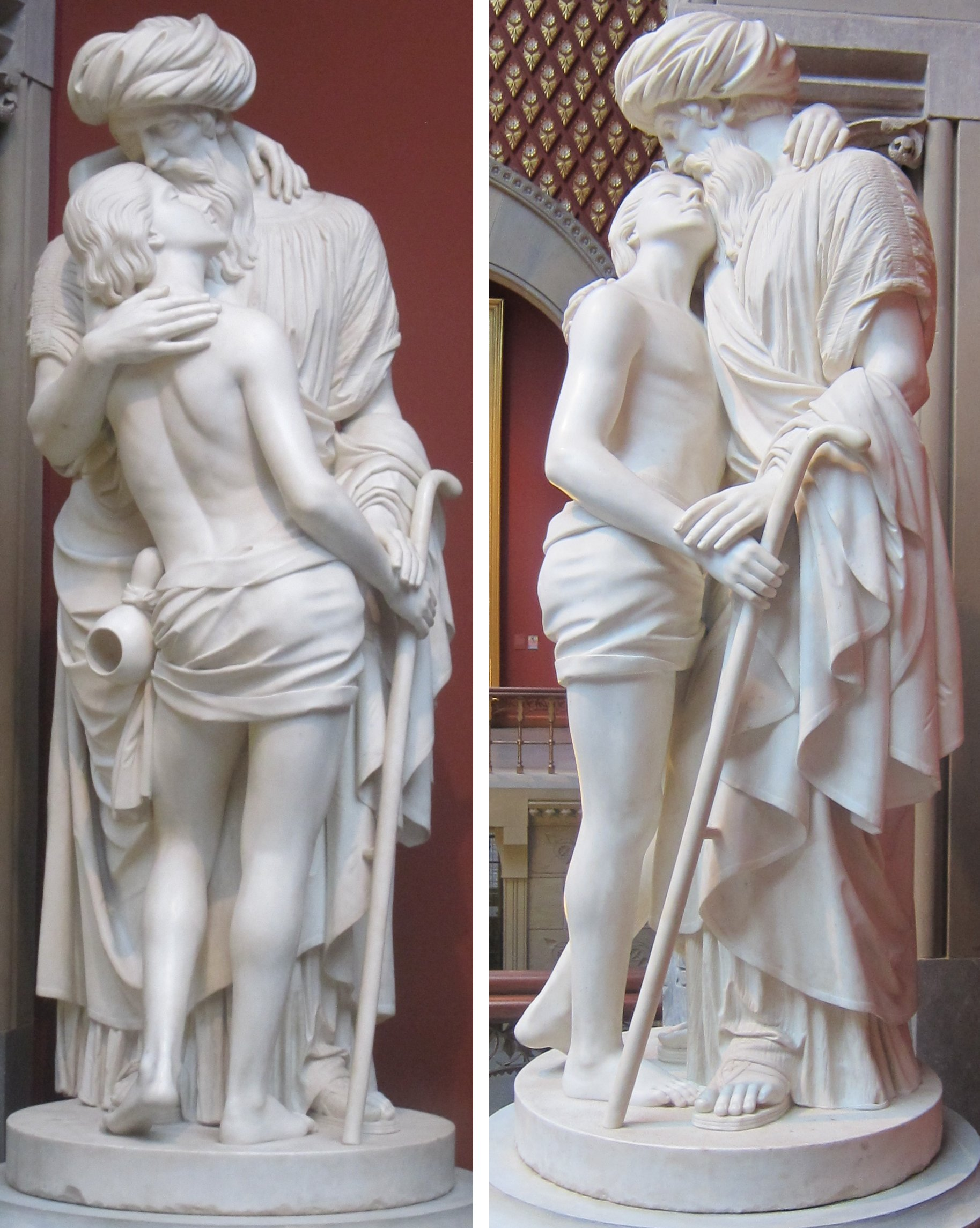
Ск. Жозеф Мозьєр. «Повернення блудного сина», 1857 р.
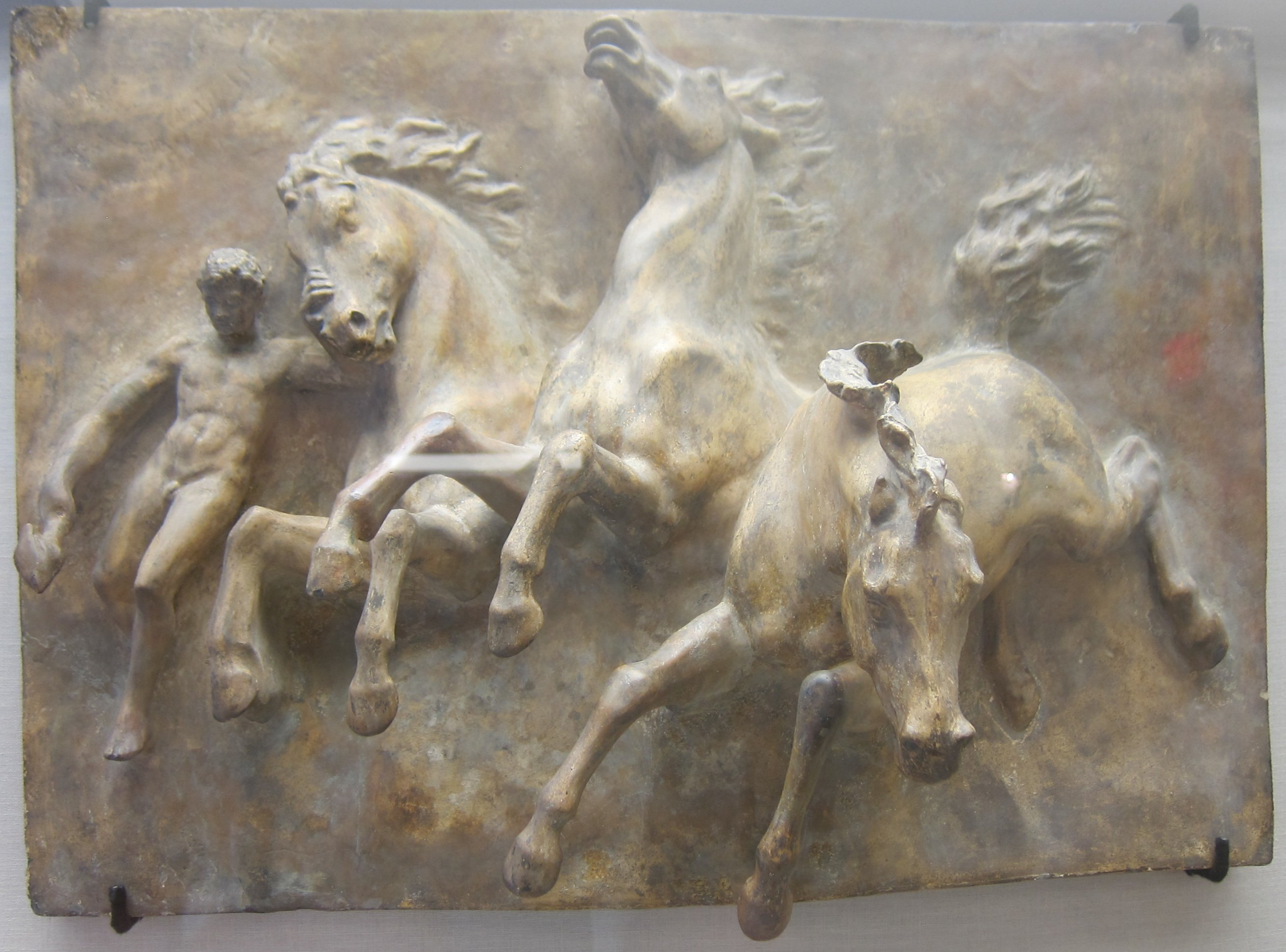
Ск. Вільям Морріс Хант. «Коні Анахіта» або «Нічний політ», гіпс 1850 р., метал 1898 р.
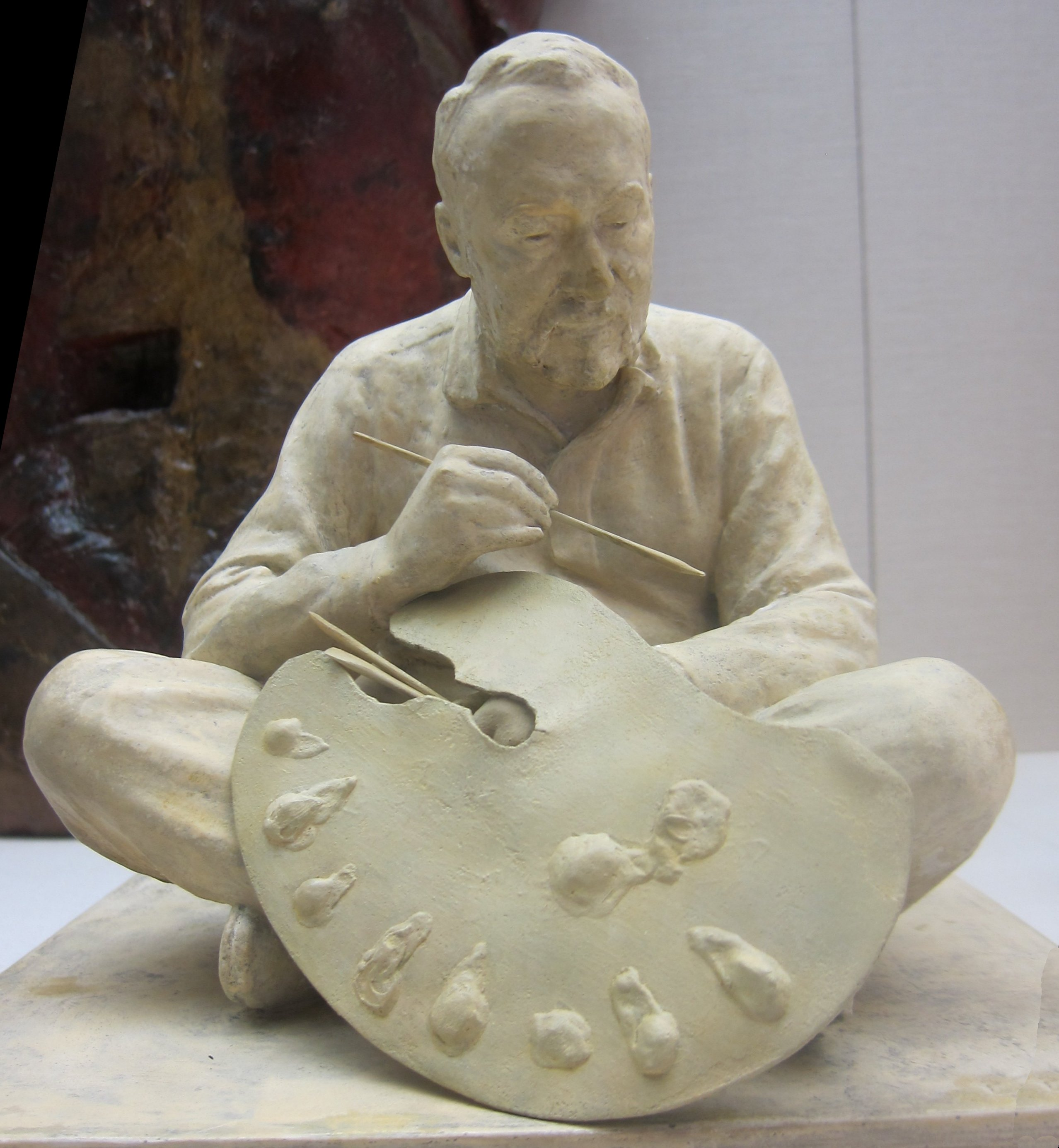
Ск. Семюел Мюррей. «Художник Томас Ікінс з палітрою», 1907 р.
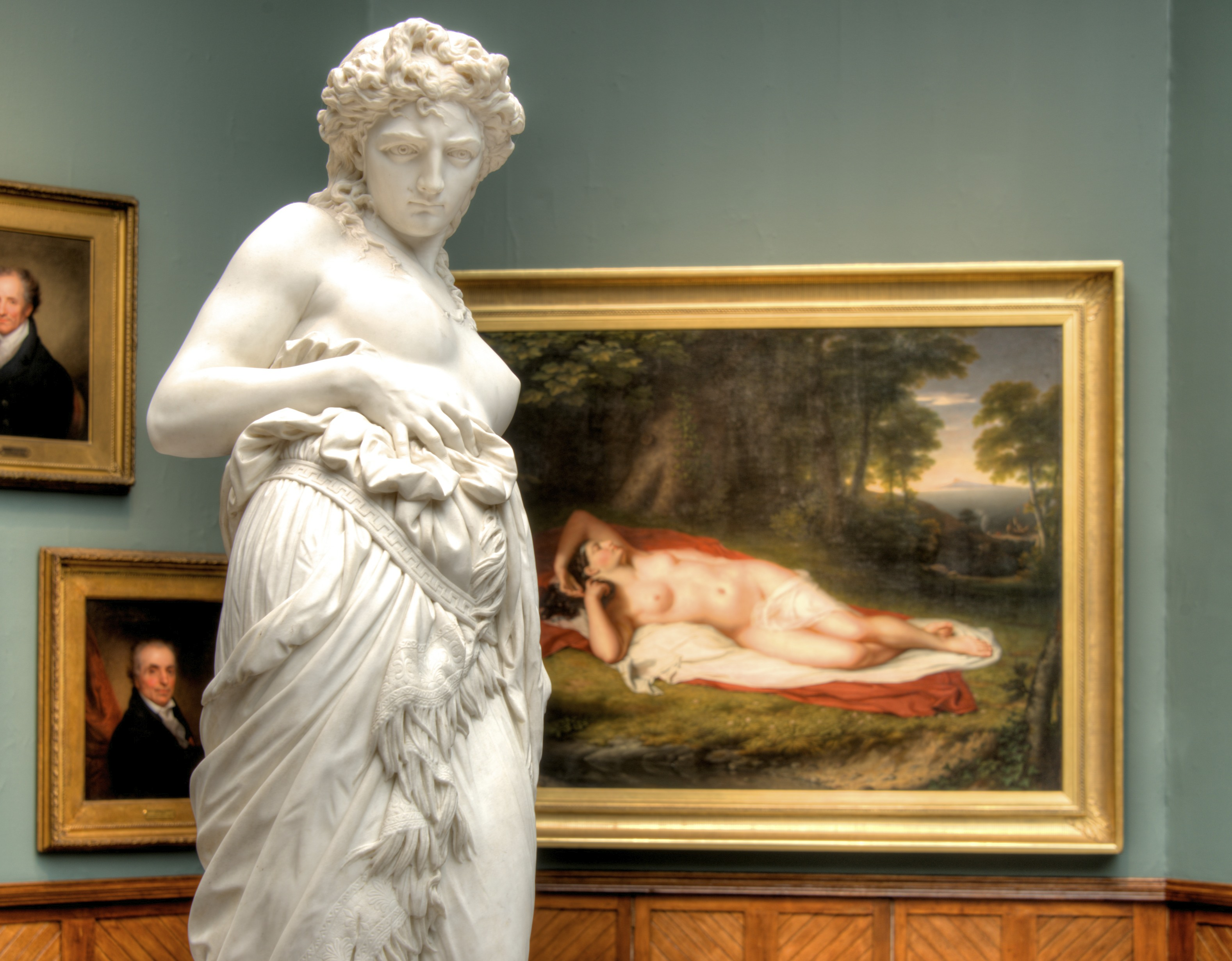
Ск. Говард Робертс, «Іпатія»
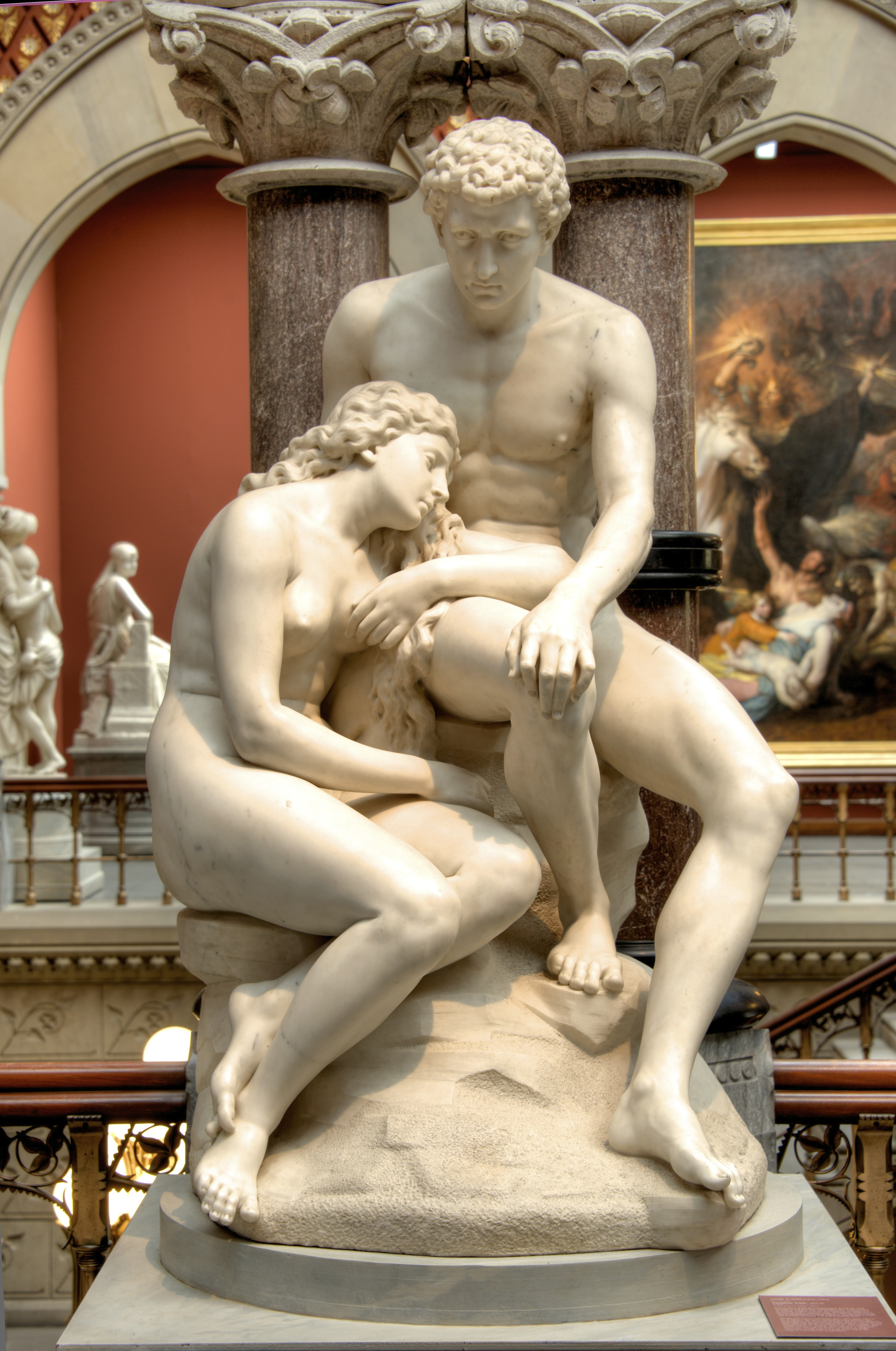
Ск. Джозеф Бейлі. «Адам і Єва після вигнаня з раю» або «Рай у минулому», до 1868 р.
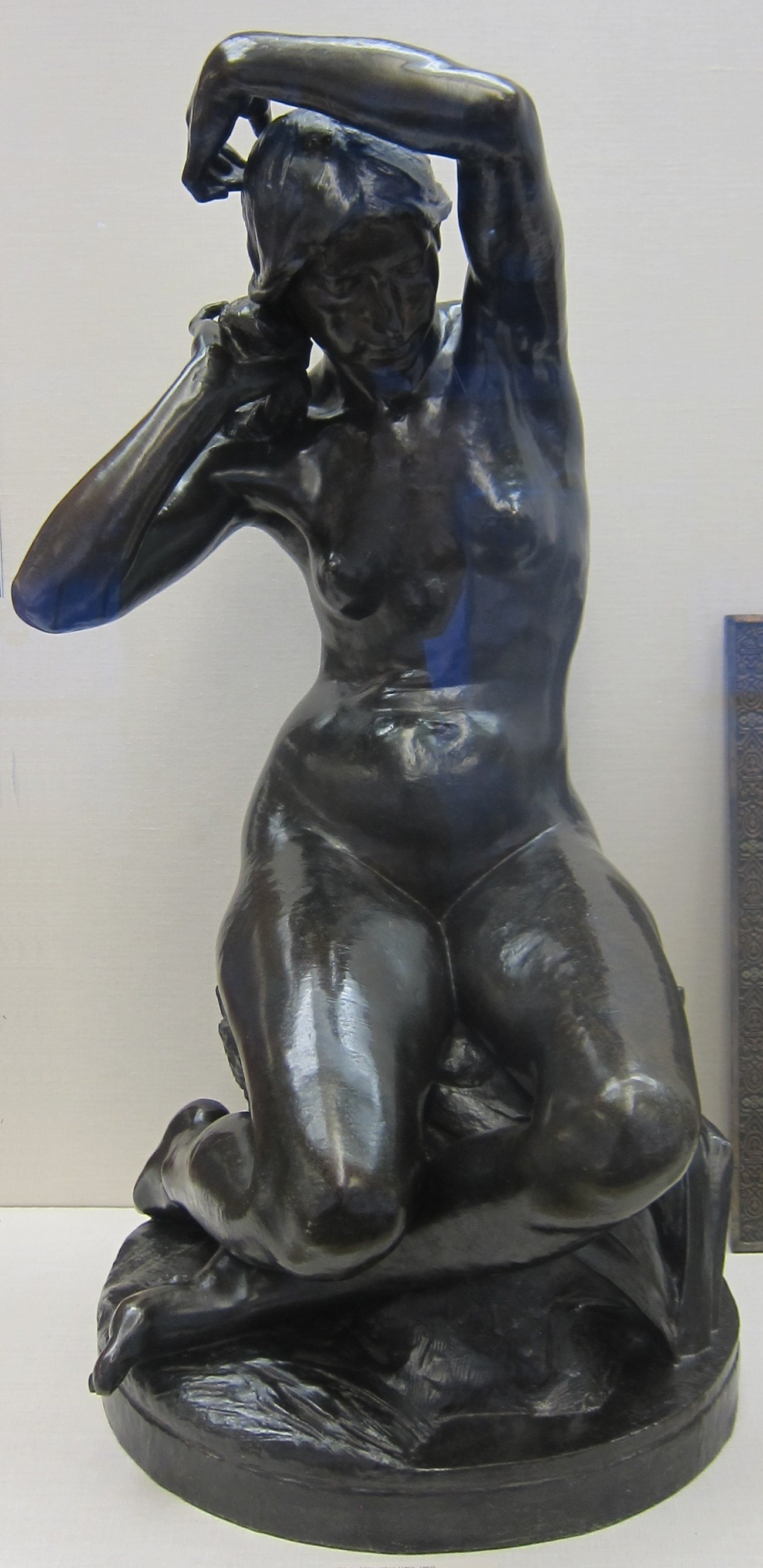
Ск. Едмунд Стюардсон. «Лазня», 1889 р.
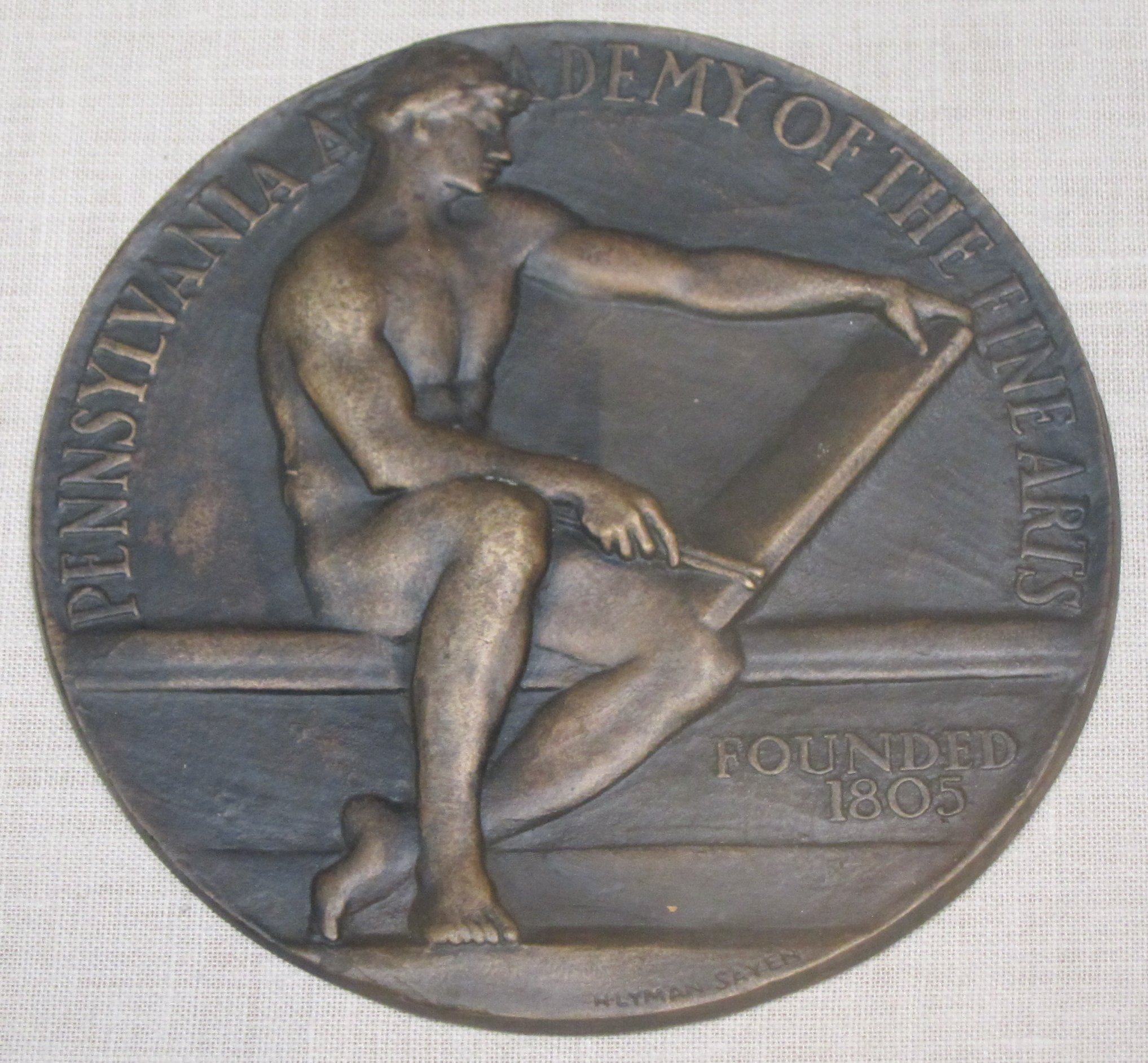
Медальєр Лайман Сайєн. Проект медалі для премії ім. Дженні Сеснан для нагород у академії, 1902 р., аверс
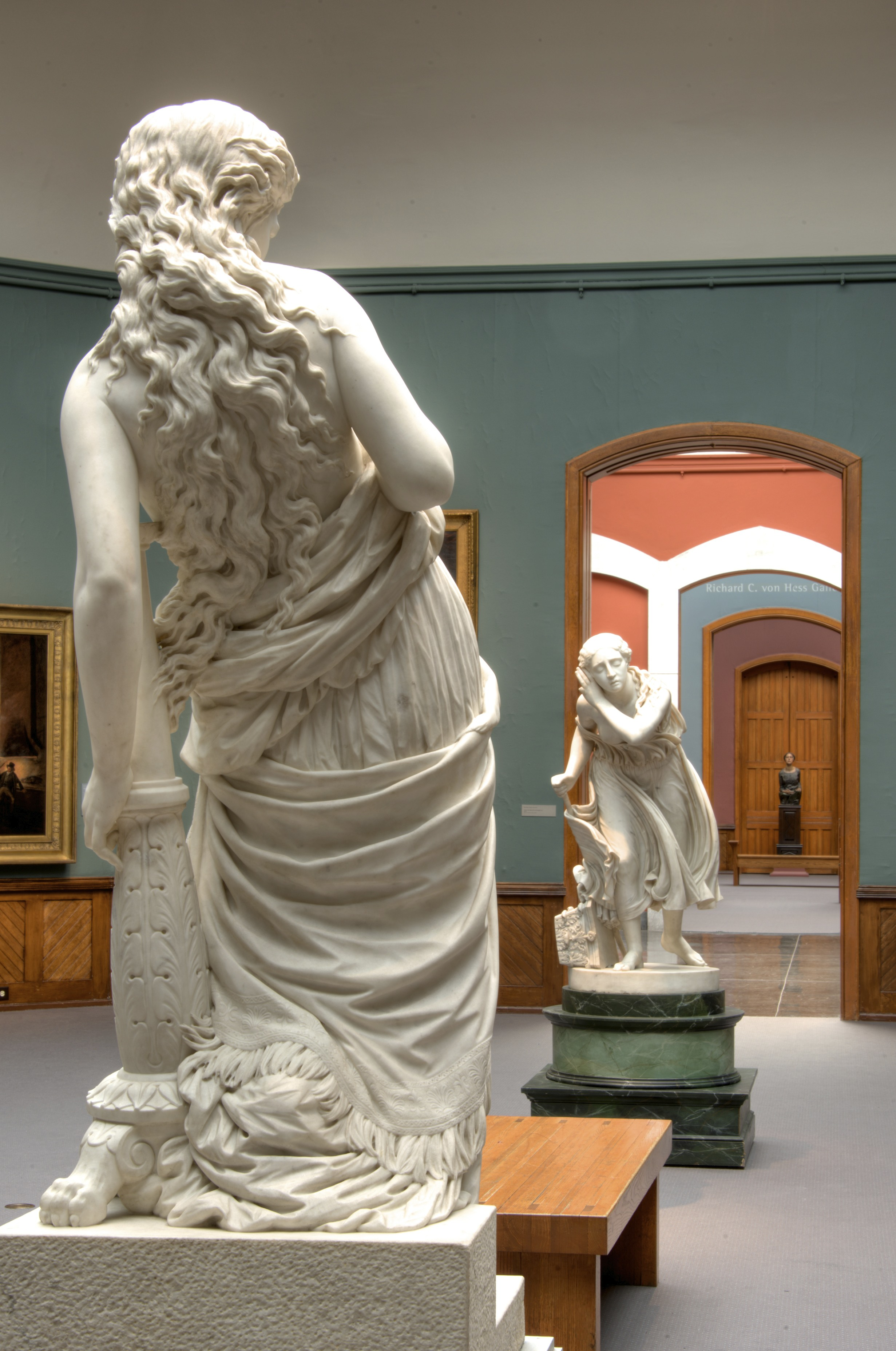
«Гіпатія» Говарда Робертса та «Сліпа дівчини з Помпей» роботи Рандольфа Роджерса

## Живопис в академічній збірці

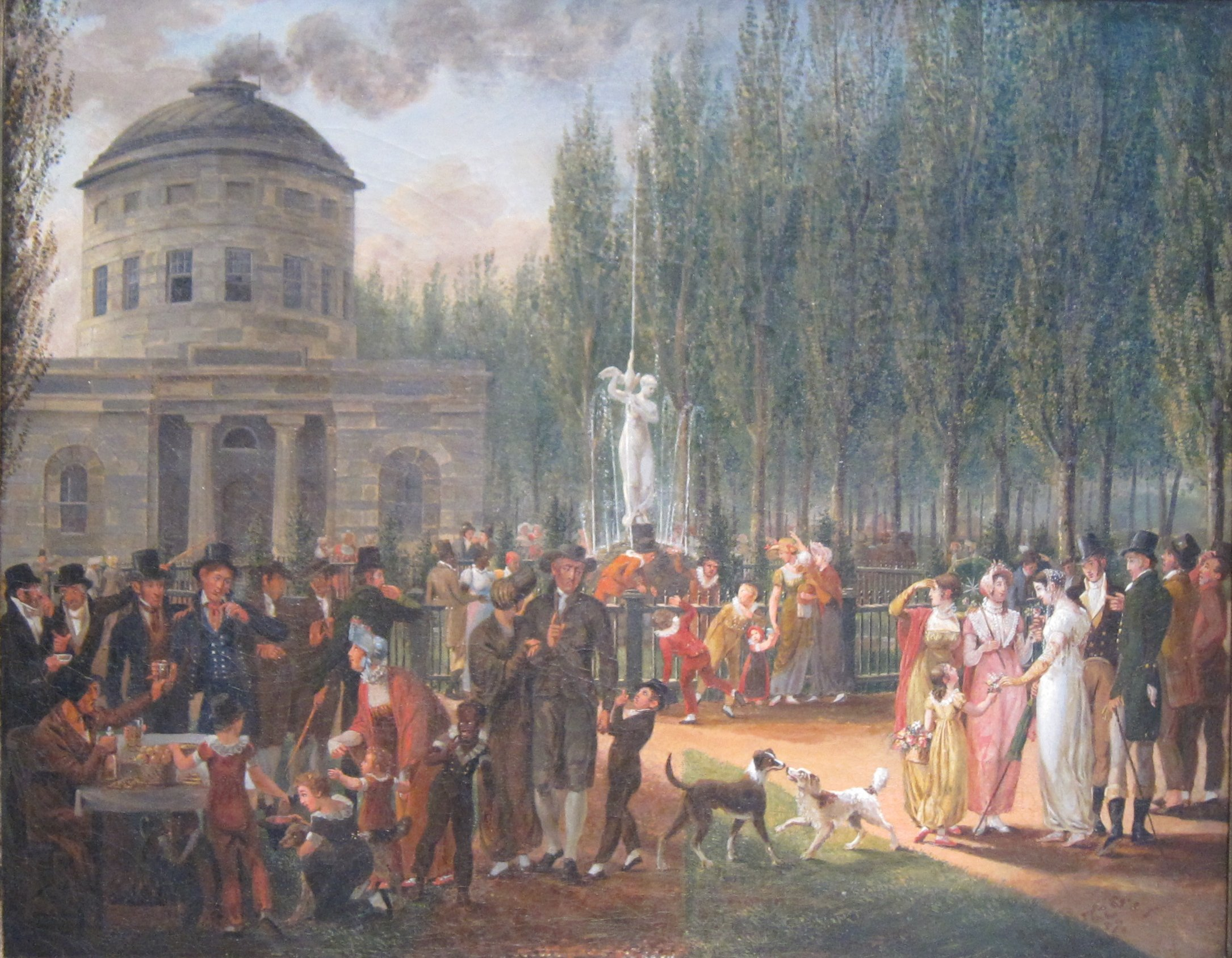
Джон Левіс Кріммель. «Гуляння емігрантів — французів на Центральній площі Філадельфії на честь 4 липня», 1812 р., музей Пенсільванської академії

Дев'ятнадцяте століття не було найкращим періодом в історії художньої академії, позаяк мистецтво новостворених Сполучених Штатів перебувало у фазі становлення і копіювання мистецьких стилів Великої Британії та Франції. Випускники Пенсільванської академії працювали в стилістиці пізнього класицизму, що втратив свіжість і експериментальний характер і швидко перейшов у сухий академізм як в скульптурі, так і в архітектурі країни (споруда Конгресу США тощо). Романтизм як мистецька течія мав обмежене поширення і більше відбився в пейзажному живопису, що увійшов у стабільну моду в 19 столітті(Школа річки Гудзон). Найбільший фінансовий успіх наприкінці 19 сторіччя вибороли академічний реалізм та місцевий імпресіонізм, що повільно перешли у перше десятиліття 20 сторіччя.
Історичні колекції Пенсільванської академії відбили переважно саме ці тенденції національного мистецтва США. Більша різноманітність і пістрявість мистецьких пошуків притаманна колекціям творів 20 сторіччя (Роберт Генрі, Джордж Беллоуз, Едвард Хоппер, Вінслов Гомер та інші).

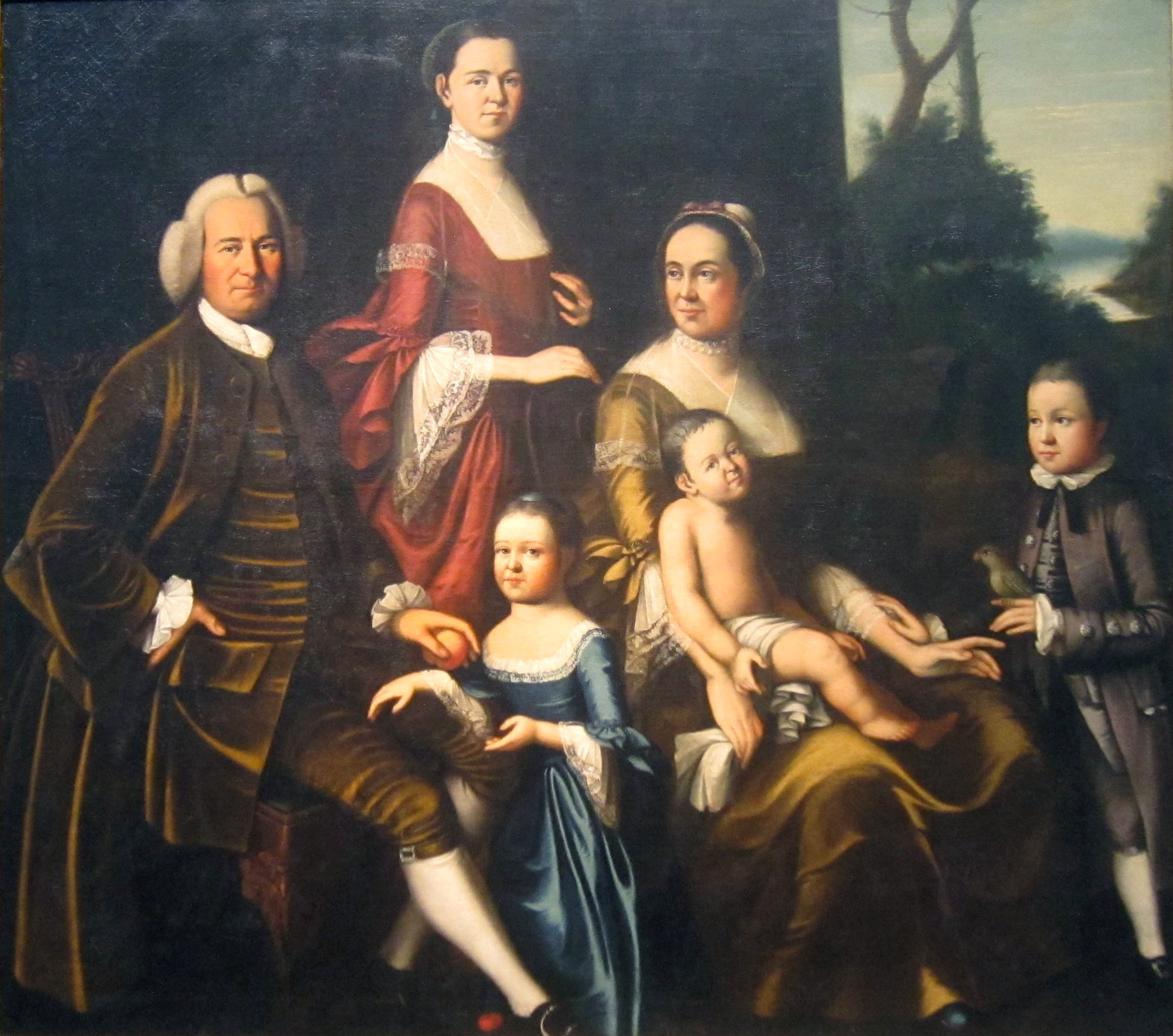
Генрі Бенбрідж. «Шляхетна родина Гордон», 1762 р.
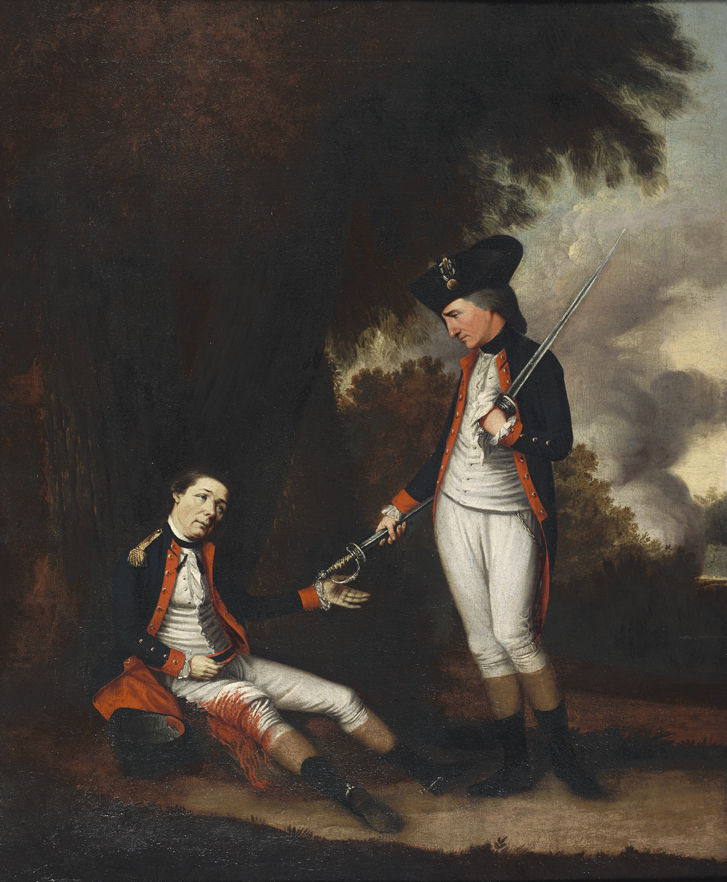
Генрі Бенбрідж. «Смерть полковника Овена Робертса», бл. 1779 р.
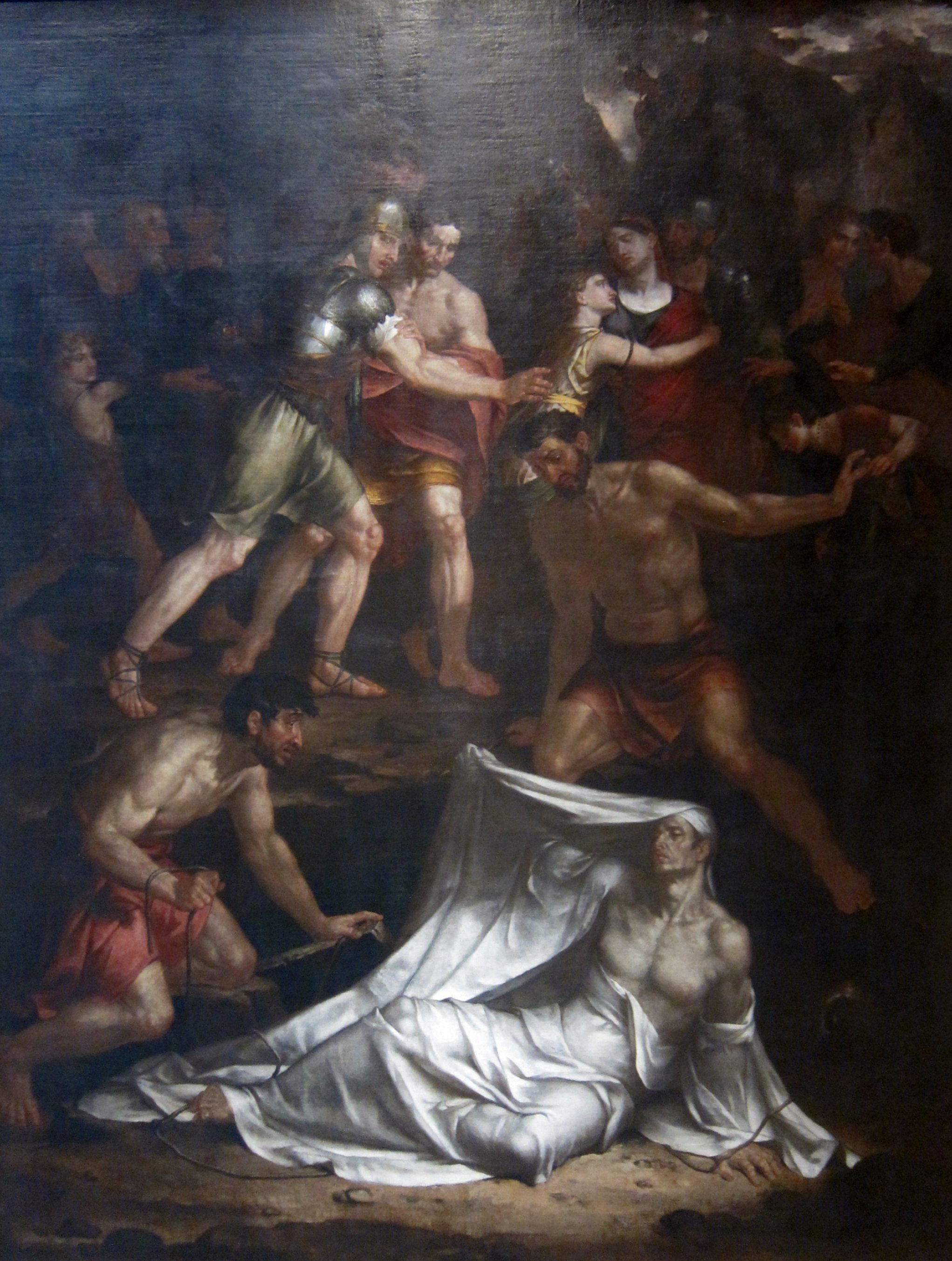
Худ. Вашингтон Олстон. «Повернення до життя померлого від дотику реліквії - кістки пророка Єлисея», 1813 р.
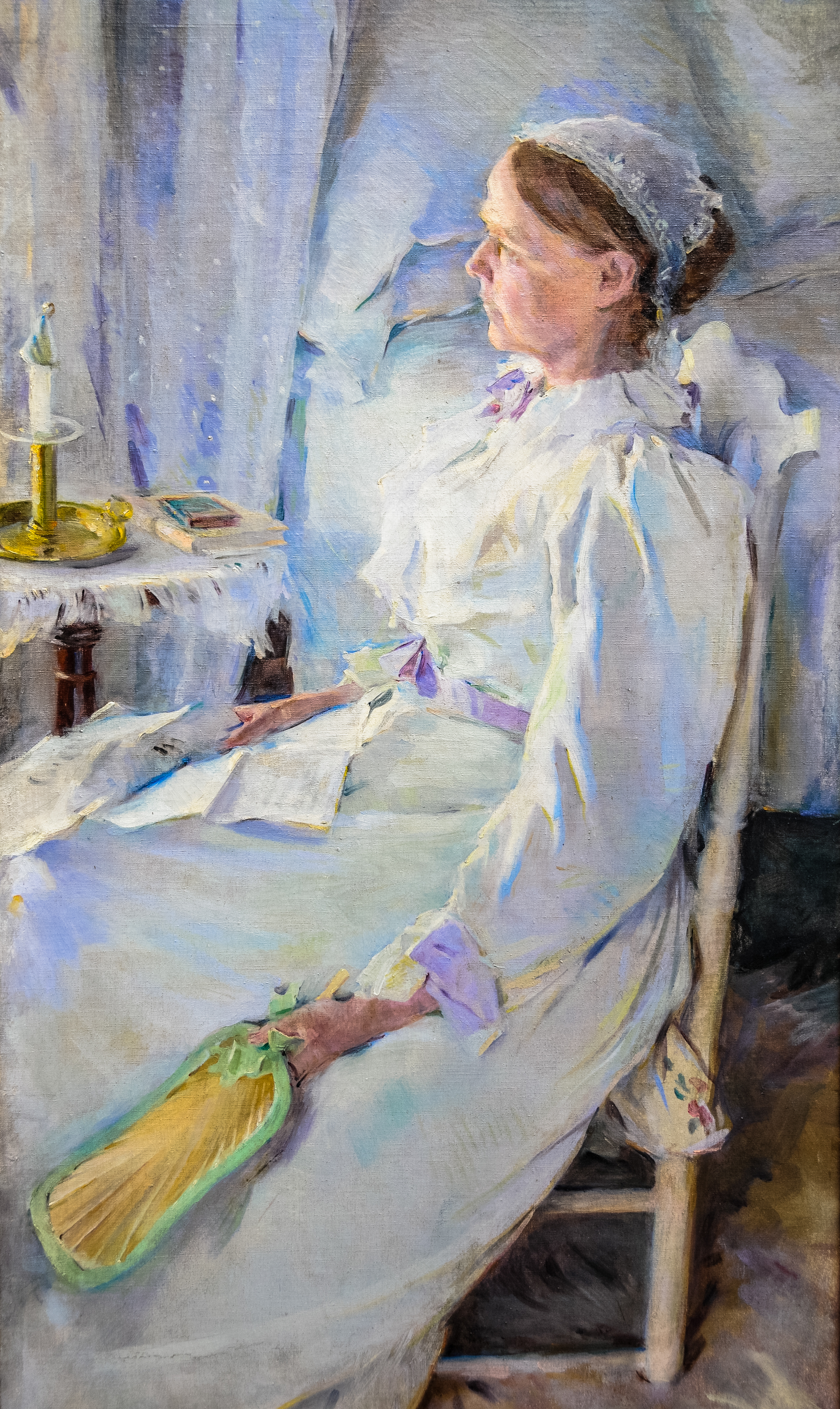
Сесилія Бо, «Пані в Новій Англії», 1895 р.
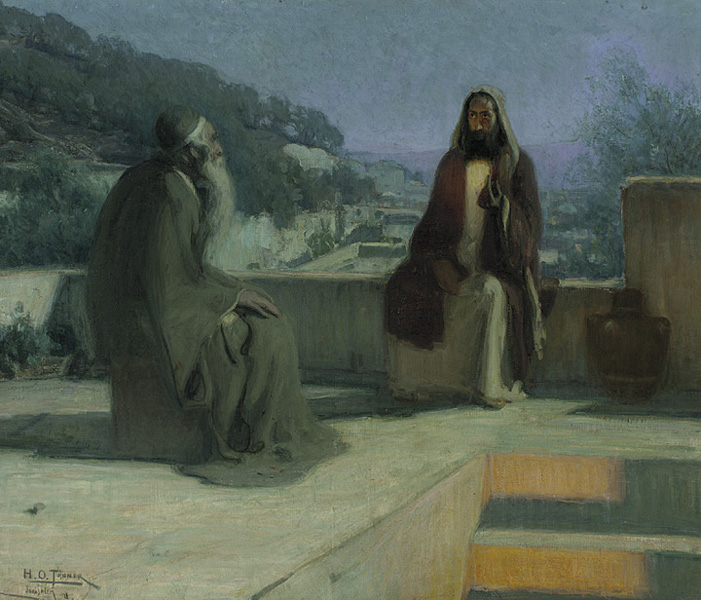
Генрі Оссава Таннер, «Христос і Нікодим», 1899 р.
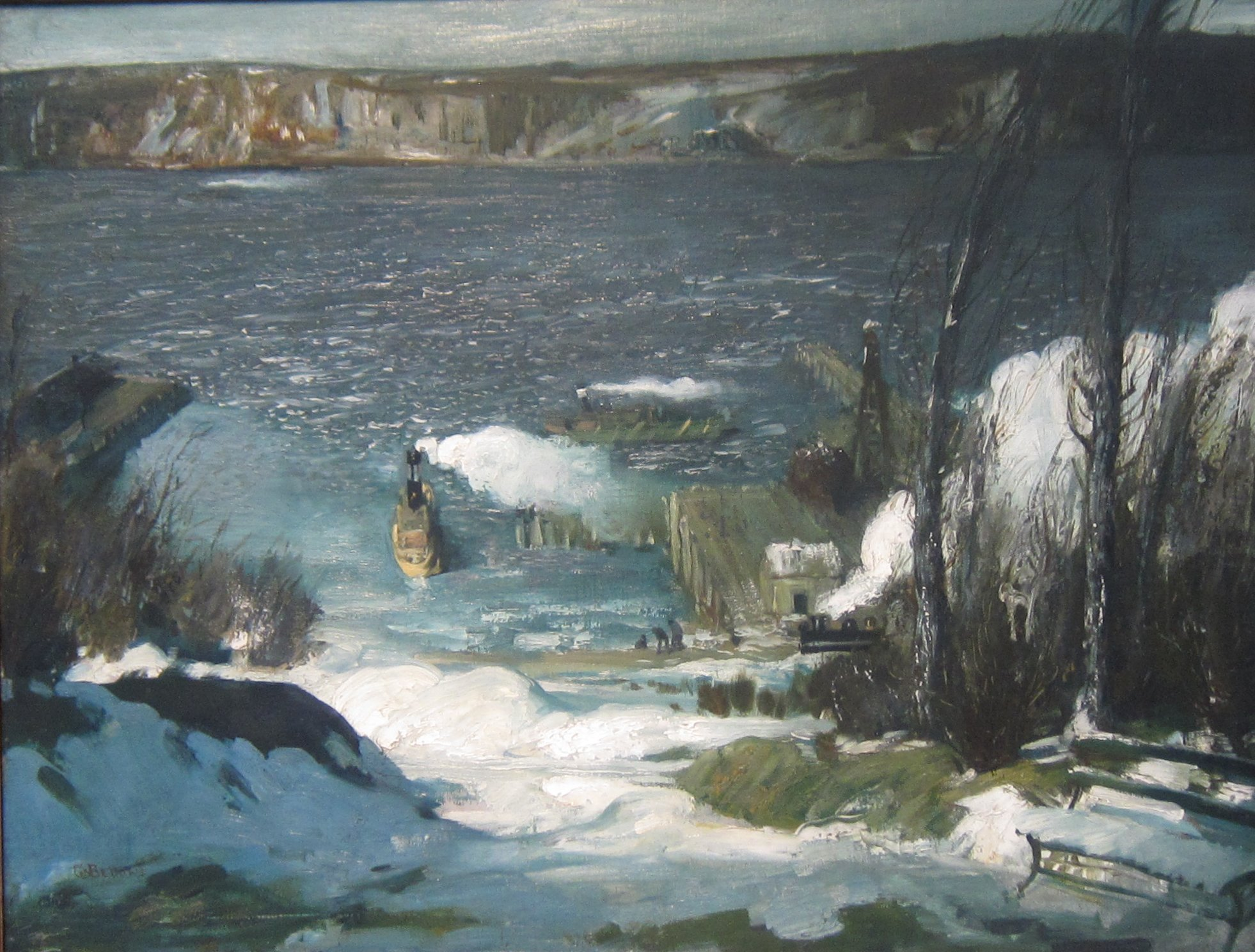
Джордж Беллоуз. «Північна річка», 1908 р.
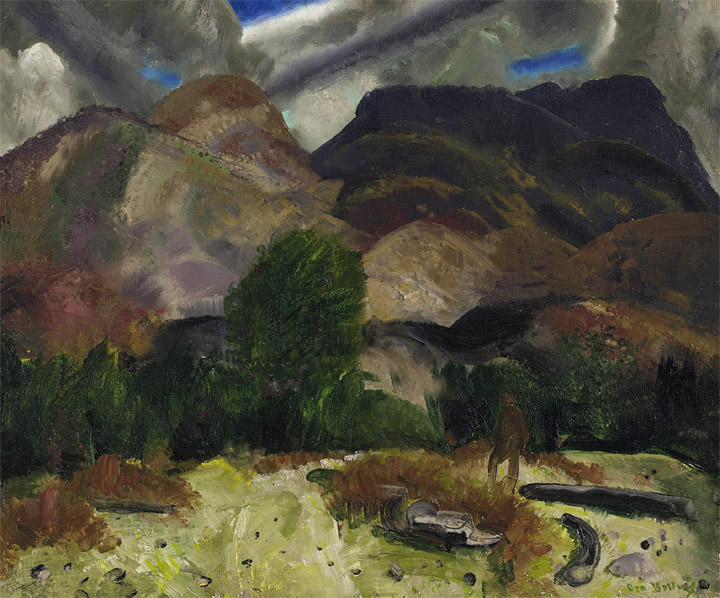
Джордж Беллоуз. «Мисливець у горах», 1920 р.
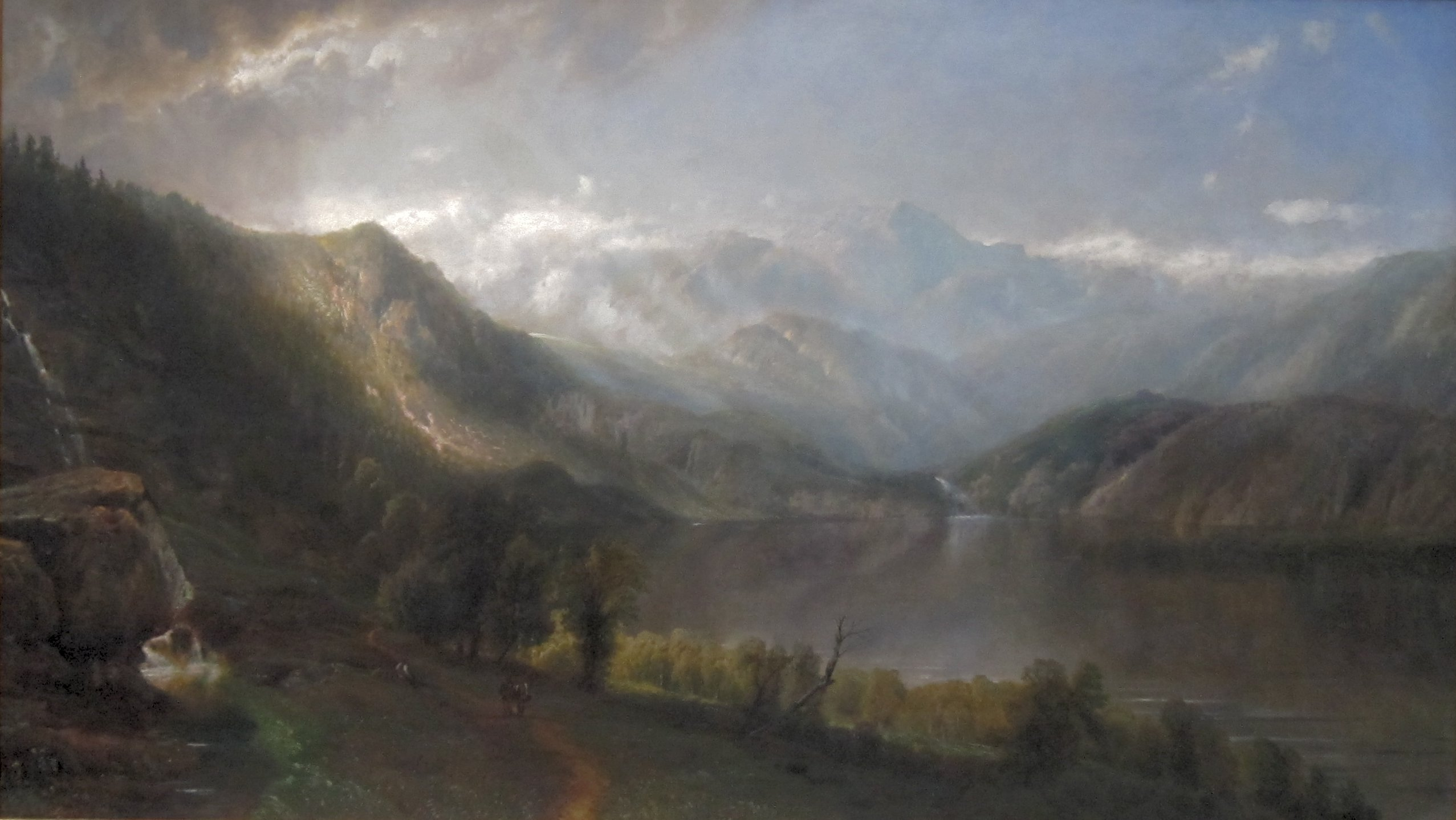
Едмунд Дарк Левіс. «Озеро Віллоубі», 1867 р.
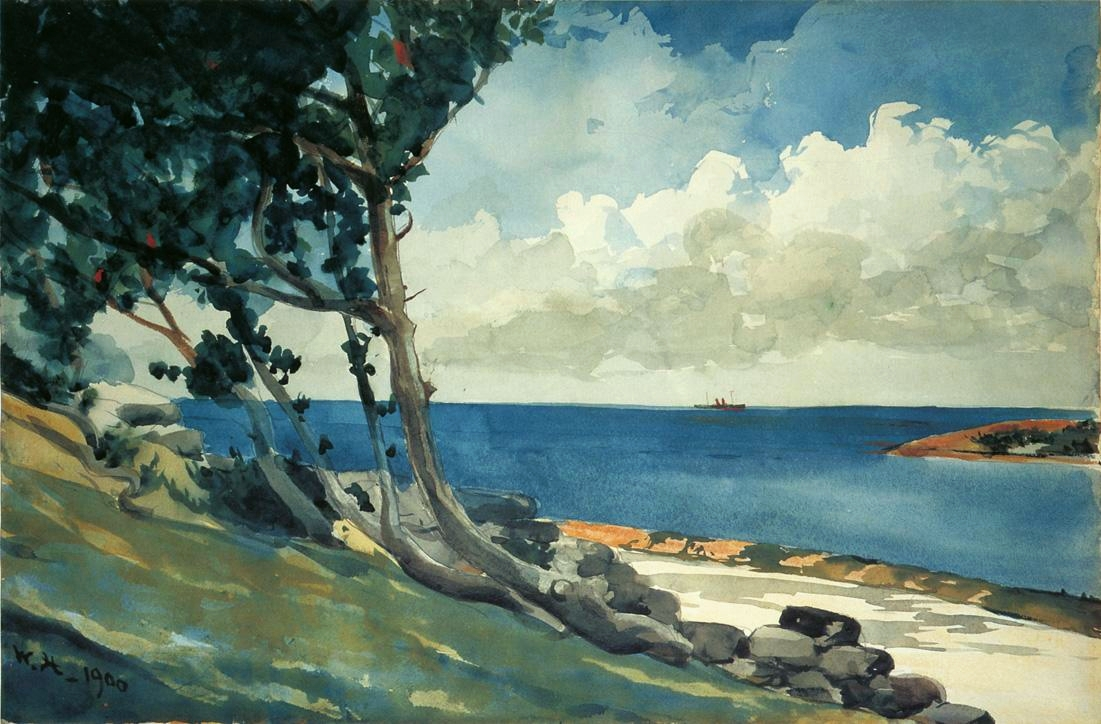
Вінслов Гомер. «Північний шлях на Бермудах», акварель, 1900 р.

## Відомі випускники
- Бенджамін Вест, художник
- Томас Ікінс, художник
- Мері Кассат, жінка-художниця
- Томас Аншуц, художник
- Купер Колін Кемпбел, художник
- Вільям Глакенс, художник
- Джон Слоан, художник
- Еверет Шинн, художник
- Пол Меншип, скульптор
- Сесилія Бо, малювальник і викладач малюнка
- Фредерік Джад Вог, художник-марінист, майстер квіткових натюрмортів
- низка майстрів живопису і скульптури, що мають місцеве історичне значення.